# بروس ألان كلارك
بروس ألان كلارك هو محامي كندي، ولد في 22 يونيو 1944.